# Palacio de los Deportes de Barcelona
El "Palacio de los Deportes" (en catalán, Palau dels Esports) es un recinto cubierto y polivalente de Barcelona, de titularidad municipal. Está situado en la calle Lleida, en la falda de la montaña de Montjuic.
Fue concebido como pabellón polideportivo multiusos, capaz de albergar competiciones de cualquier deporte practicado bajo techo. Inicialmente tenía una capacidad de 8000 espectadores, reducida en 1986 a 6500, cuando se instalaron asientos individuales para todo el aforo.

## Historia
Fue diseñado por el arquitecto Josep Soteras e inaugurado en 1955 con motivo de los Juegos Mediterráneos. 
Fue el único pabellón de sus características que tuvo la ciudad de Barcelona hasta 1971, cuando el Fútbol Club Barcelona inauguró el Palau Blaugrana. 
Hasta entonces, había albergado los  partidos de las secciones del club azulgrana de baloncesto, balonmano y hockey sobre patines. Pero incluso tras la inauguración del Palau Blaugrana, el Palacio de los Deportes siguió siendo el único pabellón de titularidad pública, por lo que siguió acogiendo los principales eventos no sólo deportivos, sino también sociales, culturales y musicales que tenían lugar en Barcelona.
También fue la sede de las secciones de hockey patines y baloncesto del RCD Español durante todas las temporadas en las que compitieron en la máxima categoría nacional.
Fue remodelado en 1986 por el arquitecto Francesc Labastida para los partidos del grupo E del Campeonato mundial de baloncesto de 1986.
A principios de los años 90 empezó a disminuir su actividad. Primero por la desaparición del equipo de baloncesto del RCD Español. Y sobre todo, por la inauguración en 1990 del nuevo Palau Sant Jordi, que pasó a acoger los principales eventos de la ciudad.
En 1992 fue sede de las competiciones de gimnasia rítmica y partidos de la fase preliminar del voleibol de los XXV Juegos Olímpicos.
Hacia mediados de los años 1990 dejó de acoger eventos deportivos con regularidad para centrarse preferentemente en los musicales y teatrales.
Finalmente, en el año 2000 fue sometido a una remodelación para adecuarlo definitivamente a la organización de espectáculos teatrales y musicales. Incluso se le rebautizó con un nuevo nombre, Barcelona Teatre Musical-Palau dels Esports, que no dejaba lugar a dudas sobre la nueva orientación del recinto. Perdió aforo, situándose en los 1850 espectadores, pero ganó en comodidad y calidad acústica, convirtiéndose en uno de los recintos de Barcelona donde más representaciones teatrales y actuaciones musicales se programaban.
En 2008, debido a un cambio en la normativa de seguridad, tuvo que cerrar sus puertas y desde entonces se encuentra abandonado y en progresivo deterioro, a la espera de un nuevo uso.
La precandidatura de Barcelona-Pirineos para los Juegos Olímpicos de Invierno de 2022, finalmente descartada, preveía emplazar las pruebas de curling en el Palau dels Esports.

## Eventos deportivos más relevantes
- 1955: Juegos Mediterráneos.
- 1956: Final de la Copa del Generalísimo de balonmano.
- 1956: Copa del Generalísimo de Hockey Patines.
- 1956: Campeonato de España de boxeo amateur.
- 1957: Campeonato europeo de hockey sobre patines.
- 1958: Final de la Copa del Generalísimo de balonmano.
- 1958: Campeonato de Europa de Judo.
- 1958: Torneo de Campeones del Mundo de tenis profesional.
- 1959: Final de la Copa del Generalísimo de baloncesto.
- 1960: Copa del Generalísimo de Hockey Patines.
- 1962: Final de la Copa del Generalísimo de baloncesto.
- 1964: Campeonato mundial de hockey sobre patines.
- 1965: Combate de boxeo entre Mimoun Ben Alí y Pierre Vetroff, valedero para el Título europeo del peso gallo (EBU).
- 1966: Fase final de la Copa del Generalísimo de Hockey Patines.
- 1966: Combate de boxeo entre Mimoun Ben Alí y Tommaso Galli, valedero para el Título europeo del peso gallo (EBU).
- 1966: Combate de boxeo entre Mimoun Ben Alí y José Arranz, valedero para el Título europeo del peso gallo (EBU).
- 1967: Combate de boxeo entre Mimoun Ben Alí y Alan Rudkin, valedero para el Título europeo del peso gallo (EBU).
- 1967: Copa Fred Perry de tenis profesional.
- 1969: Combate de boxeo entre Pedro Carrasco y Tore Magnussen, valedero para el Título europeo del peso ligero (EBU).
- 1969: Campeonato de España de boxeo amateur.
- 1969: Final de la Copa de Europa de Baloncesto.
- 1969: Campeonato de España de tenis de mesa.
- 1970: Final de la Copa del Generalísimo de Hockey Patines.
- 1970: Combate de boxeo entre José Hernández y Gerhard Piaskowy, valedero para el Título europeo del peso superwelter (EBU).
- 1971: Combate de boxeo entre Miguel Velázquez y Antonio Puddu, valedero para el Título europeo del peso ligero (EBU).
- 1973: Fase final del Eurobasket de selecciones nacionales de baloncesto.
- 1974: Combate de boxeo entre Antonio Ortiz y Roger Zami, valedero para el Título europeo del peso superligero (EBU).
- 1975: Combate de boxeo entre Perico Fernández y Joao Henrique, valedero para el título mundial del peso superligero (WBC).
- 1975: Combate de boxeo entre José Ramón Gómez Fouz y Romano Fanali, valedero para el Título europeo del peso superligero (EBU).
- 1977: Final de la Copa de Europa femenina de baloncesto.
- 1977: Combate de boxeo entre Manuel Massó y Pedro Nino Jiménez, valedero para el Título europeo del peso pluma (EBU).
- 1977: Combate de boxeo entre Manuel Massó y Roberto Castañón, valedero para el Título europeo del peso pluma (EBU).
- 1980: Combate de boxeo entre Roberto Castañón y  Ethem Oezakalin, valedero para el Título europeo del peso pluma (EBU).
- 1984: Torneo preolímpico masculino de voleibol.
- 1985: Top-12 Europa de tenis de mesa.
- 1986: Fase semifinal del Campeonato mundial de baloncesto.
- 1987: Campeonato Mundial de Taekwondo.
- 1992: Competición de gimnasia rítmica y fase previa de la competición de voleibol de los Juegos Olímpicos de Barcelona 1992.
- 2000: Combate de boxeo entre Manuel Calvo Villahoz y Juan Polo, valedero para el Título transcontinental del peso pluma (TWBA).[2]
- 2000: Combate de boxeo entre José María Guerrero Torvisco y Rafael Arias de peso medio.

## Eventos musicales más relevantes
- 1974 (13 de diciembre): Concierto de Queen
- 1979 (19 y 20 de febrero): Concierto de Queen
- 1981 (21 de abril): Concierto de Bruce Springsteen, en el marco de su gira "The River".
- 1981 (19 de octubre): Concierto de Grateful Dead
- 1983 (16 de octubre): Concierto de Kiss, en el marco de su gira "Lick It Up"
- 1986 (13 de octubre): Concierto de Judas Priest, en el marco de su gira "Fuel for Life Tour".
- 1986 (1 de diciembre): Concierto de Iron Maiden, en el marco de su gira "Somewhere on Tour"
- 1988 (22 de marzo): Concierto de Supertramp, en el marco de su gira "1988 World Migration".
- 1988 (17 de mayo): Concierto de Frank Zappa.
- 1989 (24 de abril): Concierto de Elton John, en el marco de su gira "Reg Strikes Back".
- 1989 (30 de septiembre): Concierto de Eurythmics, en el marco de su gira "World Revival Tour".
- 1989 (2 de diciembre): Concierto de Bon Jovi, en el marco de su gira "New Jersey".
- 1991 (31 de octubre): Concierto de Héroes del Silencio.
- 1991 (14 de noviembre): Concierto de The Cult, en el marco de su gira "Ceremonial Stomp'91".
- 1992 (7 de abril): Concierto de Joe Cocker.
- 1994 (9 de febrero): Concierto de Nirvana.
- 1996 (1 de junio): Concierto de Héroes del Silencio.
- 1996 (21 de noviembre): Concierto de Pearl Jam.
- 1997 (11 de noviembre): Concierto de Oasis.
- 1999 (22 de abril): Concierto de Bob Dylan.
- 1999 (8 de julio): Concierto de Lenny Kravitz.
- 2000 (abril): Concierto de The Cure.
- 2000 (12 de mayo): Concierto de Tom Jones. 8.000 espectadores.
- 2000 (30 de mayo): Concierto de Sting. 8.000 espectadores.